# 浜吉田駅
浜吉田駅（はまよしだえき）は、宮城県亘理郡亘理町吉田字流（ながれ）にある、東日本旅客鉄道（JR東日本）常磐線の駅である。

## 歴史
- 1897年（明治30年）11月10日：日本鉄道の吉田駅として開業[1][4]。
- 1906年（明治39年）11月1日：日本鉄道が国有化され、官設鉄道の所属となる[4]。
- 1909年（明治42年）10月12日：線路名称制定により常磐線の所属となる。
- 1915年（大正4年）6月1日：浜吉田駅に改称[5]。
- 1949年（昭和24年）6月1日：日本国有鉄道が発足。
- 1963年（昭和38年）7月10日：貨物の取り扱いを廃止[4]。
- 1984年（昭和59年）2月1日：荷物の扱いを廃止[4]。
- 1987年（昭和62年）4月1日：国鉄分割民営化により、JR東日本の駅となる[4]。
- 1988年（昭和63年）4月1日：水戸支社から仙台支社に業務移管。
- 1992年（平成4年）11月6日：中線の使用を停止。保守用の横取線となる。
- 2000年（平成12年）3月1日：業務委託化。
- 2003年（平成15年）10月26日：ICカード「Suica」の利用が可能となる[報道 1]。
- 2011年（平成23年）
  - 3月11日：東日本大震災により営業休止。
  - 4月12日：代行バスを亘理駅 - 相馬駅間で運行開始（のち浪江駅まで延長）。駅前に浜吉田停留所を置く。
- 2012年（平成24年）3月5日：東日本旅客鉄道仙台支社が、浜吉田駅は当面現在の場所で復旧させることを発表[報道 2]。
- 2013年（平成25年）3月16日：当駅 - 亘理駅間が運行再開[新聞 1][新聞 2]。浜吉田停留所を中原に移転。
- 2016年（平成28年）
  - 12月9日：相馬駅 - 亘理駅間の代行バスの運転を終了。浜吉田停留所を廃止。
  - 12月10日：相馬駅 - 当駅間が運行再開[報道 3]。駒ケ嶺駅 - 浜吉田駅間の内陸側移設復旧により山下駅が移転したため、当駅と山下間の営業キロが以前と比べて0.3キロメートル長い4.2キロメートルに変更された[報道 4]。
- 2023年（令和5年）4月1日：終日無人化[3]。
- 2024年（令和6年）10月1日：えきねっとQチケのサービスを開始[2][報道 5]。

## 駅構造
相対式ホーム2面2線を有する地上駅である。駅舎と2番線ホームとの間は跨線橋で連絡している。開業当時からの木造駅舎が残り、駅事務室内には「開業 明治三十年十一月十日」の銘板が掛けられている。
無人駅である（岩沼駅管理）。無人化される前までは、JR東日本東北総合サービスが委託する業務委託駅で、窓口が設置されていた。自動券売機と簡易Suica改札機が設置されている。
2012年（平成24年）4月12日から2016年（平成28年）12月9日まで亘理駅 - 相馬駅間で運行されていた代行バスは、当初は浜吉田駅前に停留所を置いていたが、2013年（平成25年）3月16日から停留所が駅から西方に約1.5キロメートル離れた吉田字中原の国道6号上に変更された。この変更にともない、仙台方面発の列車から相馬方面行きへの代行バスへ乗り継ぐ際には、亘理駅で下車するよう案内されていた。

### のりば
| 番線 | 路線    | 方向 | 行先       |
| ---- | ------- | ---- | ---------- |
| 1    | ■常磐線 | 下り | 仙台方面   |
| 2    | ■常磐線 | 上り | 原ノ町方面 |

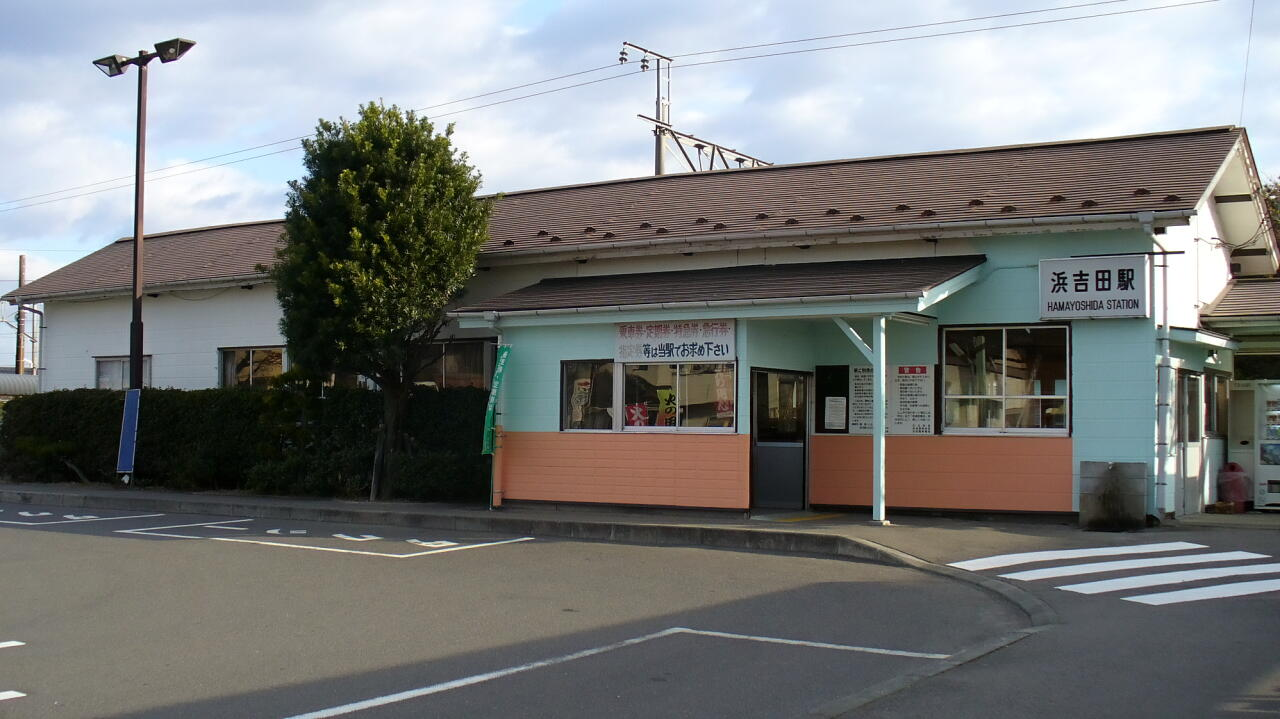
改修前の駅舎（2007年12月）
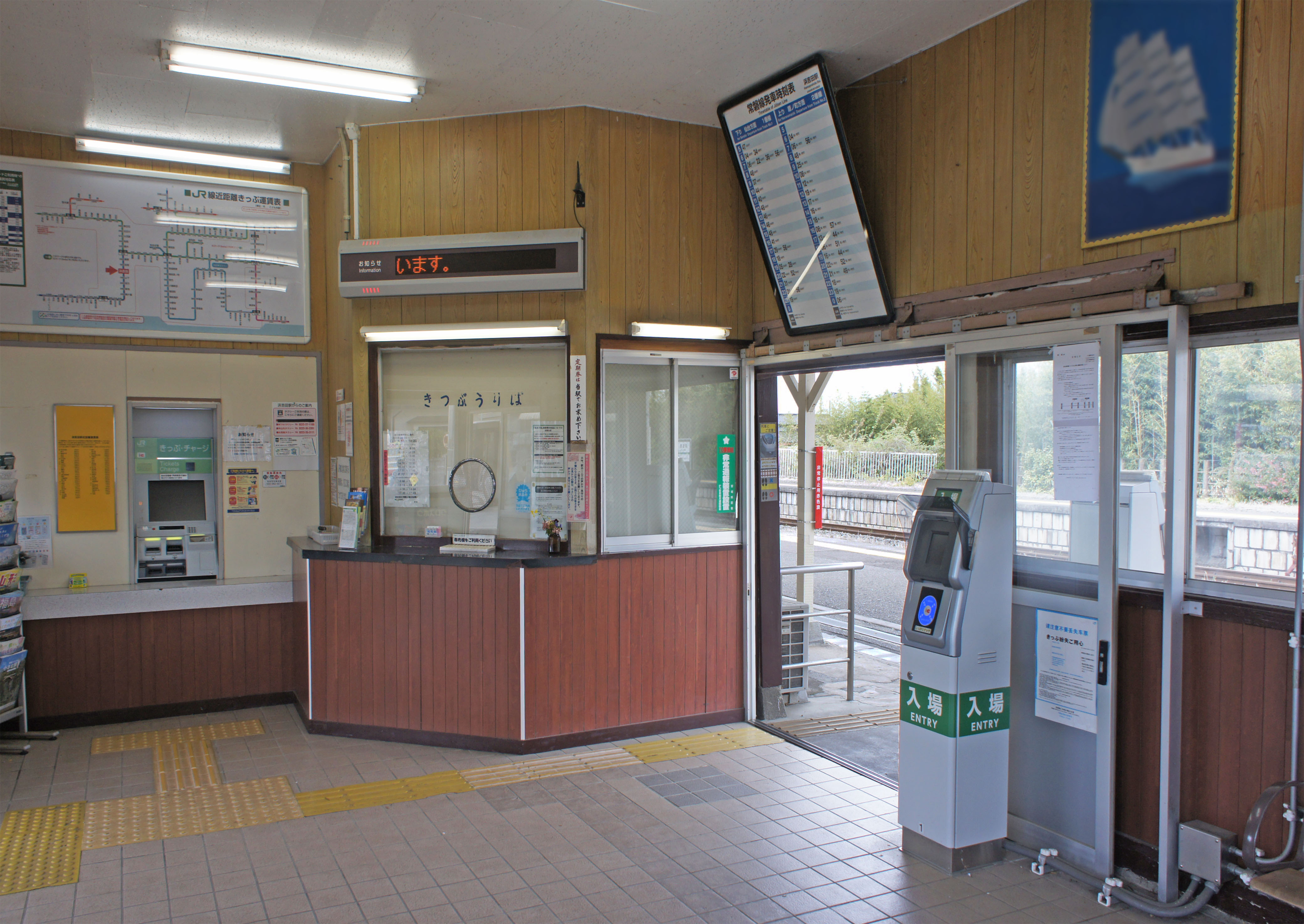
改札口（2022年4月）
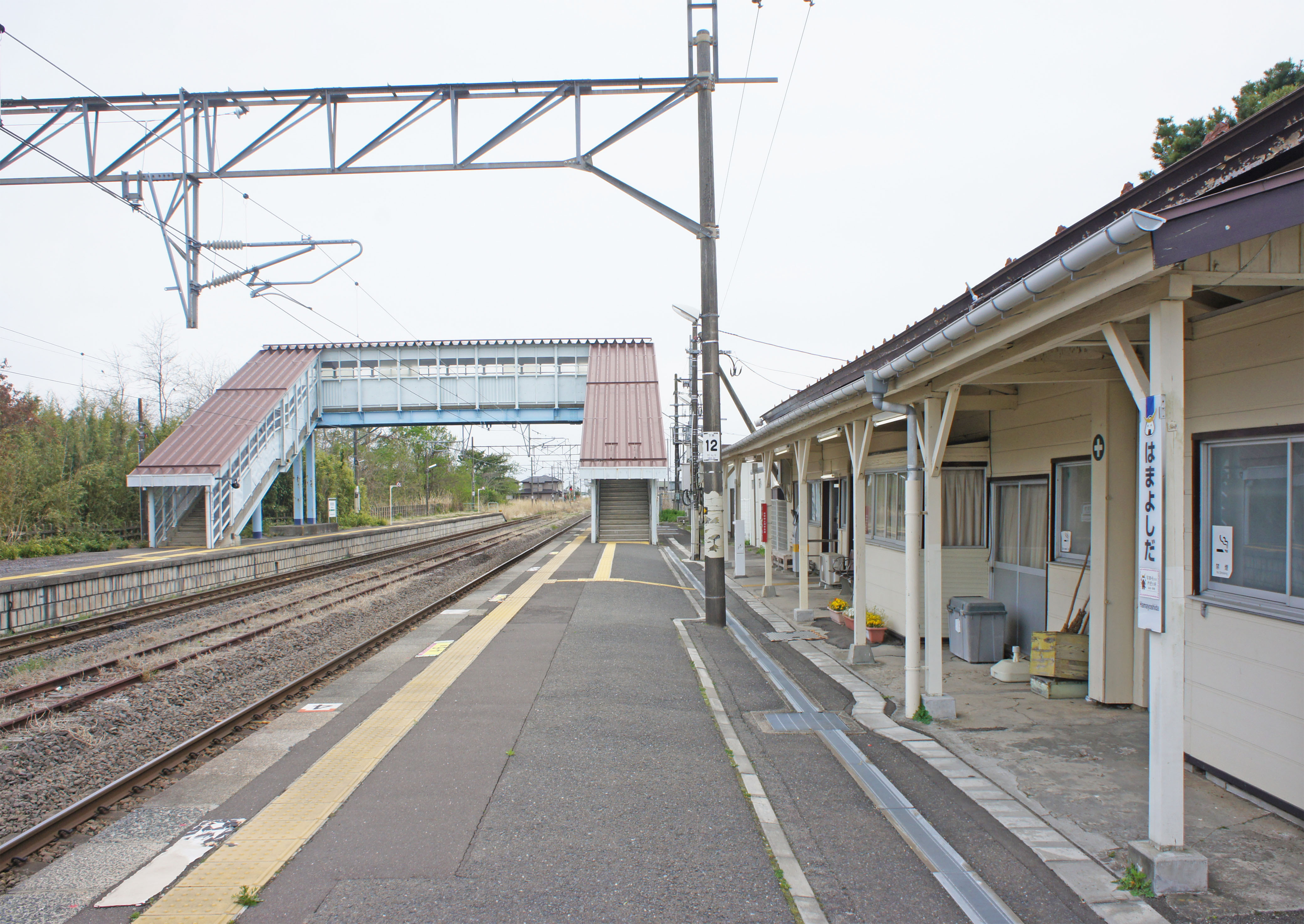
1番線ホーム（2022年4月）
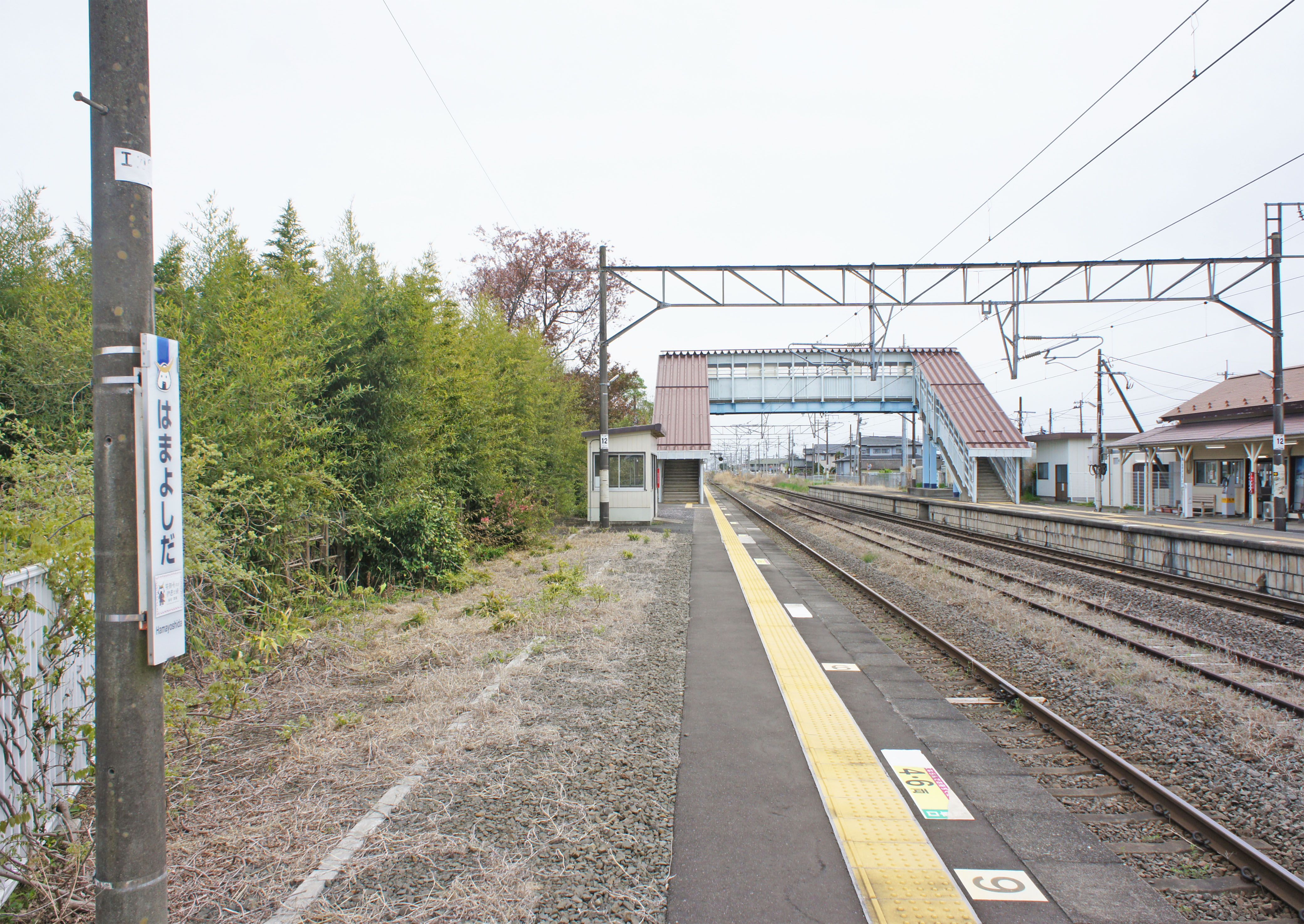
2番線ホーム（2022年4月）

## 利用状況
JR東日本によると、2000年度（平成12年度）- 2021年度（令和3年度）の1日平均乗車人員の推移は以下のとおりであった。
| 1日平均乗車人員推移 | 1日平均乗車人員推移 | 1日平均乗車人員推移 | 1日平均乗車人員推移 | 1日平均乗車人員推移 |
| 年度                | 定期外              | 定期                | 合計                | 出典                |
| ------------------- | ------------------- | ------------------- | ------------------- | ------------------- |
| 2000年（平成12年）  |                     |                     | 1,034               | [ 利用客数 1 ]      |
| 2001年（平成13年）  |                     |                     | 985                 | [ 利用客数 2 ]      |
| 2002年（平成14年）  |                     |                     | 945                 | [ 利用客数 3 ]      |
| 2003年（平成15年）  |                     |                     | 915                 | [ 利用客数 4 ]      |
| 2004年（平成16年）  |                     |                     | 911                 | [ 利用客数 5 ]      |
| 2005年（平成17年）  |                     |                     | 884                 | [ 利用客数 6 ]      |
| 2006年（平成18年）  |                     |                     | 848                 | [ 利用客数 7 ]      |
| 2007年（平成19年）  |                     |                     | 810                 | [ 利用客数 8 ]      |
| 2008年（平成20年）  |                     |                     | 769                 | [ 利用客数 9 ]      |
| 2009年（平成21年）  |                     |                     | 744                 | [ 利用客数 10 ]     |
| 2010年（平成22年）  |                     |                     | 717                 | [ 利用客数 11 ]     |
| 2011年（平成23年）  | 非公表              | 非公表              | 非公表              |                     |
| 2012年（平成24年）  | 20                  | 152                 | 173                 | [ 利用客数 12 ]     |
| 2013年（平成25年）  | 160                 | 465                 | 625                 | [ 利用客数 13 ]     |
| 2014年（平成26年）  | 172                 | 513                 | 685                 | [ 利用客数 14 ]     |
| 2015年（平成27年）  | 181                 | 564                 | 746                 | [ 利用客数 15 ]     |
| 2016年（平成28年）  | 167                 | 531                 | 698                 | [ 利用客数 16 ]     |
| 2017年（平成29年）  | 106                 | 410                 | 516                 | [ 利用客数 17 ]     |
| 2018年（平成30年）  | 104                 | 399                 | 504                 | [ 利用客数 18 ]     |
| 2019年（令和元年）  | 98                  | 401                 | 500                 | [ 利用客数 19 ]     |
| 2020年（令和02年）  | 61                  | 338                 | 399                 | [ 利用客数 20 ]     |
| 2021年（令和03年）  | 58                  | 331                 | 389                 | [ 利用客数 21 ]     |

## 駅周辺
- 浜吉田郵便局
- 亘理町役場吉田支所
- JAみやぎ亘理吉田支所

## 隣の駅
東日本旅客鉄道（JR東日本）
■常磐線
山下駅 - 浜吉田駅 - 亘理駅

### 記事本文

#### 報道発表資料
1. ↑  「2003年10月26日（日）仙台エリアSuica（スイカ）デビュー! (PDF)」（プレスリリース）、東日本旅客鉄道、2003年8月21日。2020年5月26日閲覧。
2. ↑  「常磐線の復旧について (PDF)」東日本旅客鉄道仙台支社、2012年3月5日。2013年6月19日時点のオリジナル (PDF)よりアーカイブ。2012年3月11日閲覧。
3. ↑  「常磐線相馬～浜吉田間の運転再開日の決定について (PDF)」（プレスリリース）、東日本旅客鉄道仙台支社／東日本旅客鉄道水戸支社、2016年7月28日。2016年8月3日時点のオリジナル (PDF)よりアーカイブ。2016年7月28日閲覧。
4. ↑  「常磐線相馬～浜吉田駅間運転再開に伴う営業キロの変更及び運賃の適用等について (PDF)」（プレスリリース）、東日本旅客鉄道仙台支社／東日本旅客鉄道水戸支社、2016年10月12日。2016年10月12日時点のオリジナル (PDF)よりアーカイブ。2016年10月12日閲覧。
5. ↑  「Suicaエリア外もチケットレスで! 東北エリアから「えきねっとQチケ」がはじまります (PDF)」（プレスリリース）、東日本旅客鉄道、2024年7月11日。2024年8月1日閲覧。

#### 新聞記事
1. ↑  「JR常磐線 浜吉田-亘理、来春再開「津波避難対策にめど」」『河北新報』2012年7月27日。オリジナルの2012年8月19日時点におけるアーカイブ。2012年9月29日閲覧。
2. ↑  「被災したJR常磐線亘理-浜吉田間、2年ぶり運転再開」『朝日新聞』2013年3月16日。オリジナルの2013年3月20日時点におけるアーカイブ。2024年9月22日閲覧。

### 利用状況
1. ↑  「JR東日本：各駅の乗車人員（2000年度）」東日本旅客鉄道。2025年7月31日閲覧。
2. ↑  「JR東日本：各駅の乗車人員（2001年度）」東日本旅客鉄道。2025年7月31日閲覧。
3. ↑  「JR東日本：各駅の乗車人員（2002年度）」東日本旅客鉄道。2025年7月31日閲覧。
4. ↑  「JR東日本：各駅の乗車人員（2003年度）」東日本旅客鉄道。2025年7月31日閲覧。
5. ↑  「JR東日本：各駅の乗車人員（2004年度）」東日本旅客鉄道。2025年7月31日閲覧。
6. ↑  「JR東日本：各駅の乗車人員（2005年度）」東日本旅客鉄道。2025年7月31日閲覧。
7. ↑  「JR東日本：各駅の乗車人員（2006年度）」東日本旅客鉄道。2025年7月31日閲覧。
8. ↑  「JR東日本：各駅の乗車人員（2007年度）」東日本旅客鉄道。2025年7月31日閲覧。
9. ↑  「JR東日本：各駅の乗車人員（2008年度）」東日本旅客鉄道。2025年7月31日閲覧。
10. ↑  「JR東日本：各駅の乗車人員（2009年度）」東日本旅客鉄道。2025年7月31日閲覧。
11. ↑  「JR東日本：各駅の乗車人員（2010年度）」東日本旅客鉄道。2025年7月31日閲覧。
12. ↑  「JR東日本：各駅の乗車人員（2012年度）」東日本旅客鉄道。2025年7月31日閲覧。
13. ↑  「各駅の乗車人員 2013年度 ベスト100以外（7）：JR東日本」東日本旅客鉄道。2025年7月31日閲覧。
14. ↑  「各駅の乗車人員 2014年度 ベスト100以外（6）：JR東日本」東日本旅客鉄道。2025年7月31日閲覧。
15. ↑  「各駅の乗車人員 2015年度 ベスト100以外（6）：JR東日本」東日本旅客鉄道。2025年7月31日閲覧。
16. ↑  「各駅の乗車人員 2016年度 ベスト100以外（6）：JR東日本」東日本旅客鉄道。2025年7月31日閲覧。
17. ↑  「各駅の乗車人員 2017年度 ベスト100以外（7）：JR東日本」東日本旅客鉄道。2025年7月31日閲覧。
18. ↑  「各駅の乗車人員 2018年度 ベスト100以外（7）：JR東日本」東日本旅客鉄道。2025年7月31日閲覧。
19. ↑  「各駅の乗車人員 2019年度 ベスト100以外（7）：JR東日本」東日本旅客鉄道。2025年7月31日閲覧。
20. ↑  「各駅の乗車人員 2020年度 101位以下（7）| 企業サイト：JR東日本」東日本旅客鉄道。2025年7月31日閲覧。
21. ↑  「各駅の乗車人員 2021年度 101位以下（7）| 企業サイト：JR東日本」東日本旅客鉄道。2025年7月31日閲覧。